# سام ماسترز
سام ماسترز (بالإنجليزية: Sam Masters)‏ هو متسابق دراجات نارية أسترالي، ولد في 23 مايو 1991 في نيوكاسل في أستراليا.

## وصلات خارجية
- الموقع الرسمي